# Parc Safari (Hemmingford)
Pour les articles homonymes, voir Parc safari.
Le Parc Safari est un parc à thèmes situé à Hemmingford situé à 60 km au sud de Salaberry-de-Valleyfield, au Québec, et est l'une des principales attractions touristiques de la région. 

## Description
Le Parc Safari, parc animalier et d'attractions, a été fondé en 1972. Il abrite actuellement 500 animaux de 75 espèces différentes. Il est situé à proximité des États-Unis et attire de nombreux visiteurs américains. Il contient de nombreux animaux africains, y compris des zèbres, éléphants d'Afrique, dromadaires, élans, rhinocéros, gnous, autruches, lions, et vachesWatusis. Il y a aussi beaucoup d'animaux asiatiques, y compris les buffles asiatiques, les gaurs, les chameaux de Bactriane, les yaks, et beaucoup de différents types de cerfs. Les autres animaux comprennent des bisons, bovins des hautes terres, lamas, wapitis et loups.
Le parc comprend une zone de service au volant où les visiteurs peuvent s'approcher des animaux et les nourrir, ainsi que des zones de promenade. Une des zones de promenade est une promenade surélevée où les visiteurs peuvent voir principalement des carnivores tels que des lions et des tigres, et l’autre est une zone boisée appelée "Ferme des cinq continents", qui présente des animaux de la ferme du monde entier, y compris ânes et chevaux miniatures, ainsi que des émeus et rheas. Le Parc Safari possède également un petit parc aquatique, composé de quelques petites glissades et de quelques fontaines. Il y a aussi une piscine qui ressemble à une rivière avec de vraies pierres au fond, de fausses grottes et des rapides. Les gens traversent la rivière avec de petits engins de flottaison aquatiques.
Le parc reçoit annuellement 400 000 visiteurs. Les visiteurs peuvent y circuler en voiture sur un parcours de 4,5 km. Il comporte aussi une partie zoo traditionnel, ainsi qu'un parc aquatique. Il y aurait eu plus de 13 millions de visiteurs depuis son ouverture.

## Photos

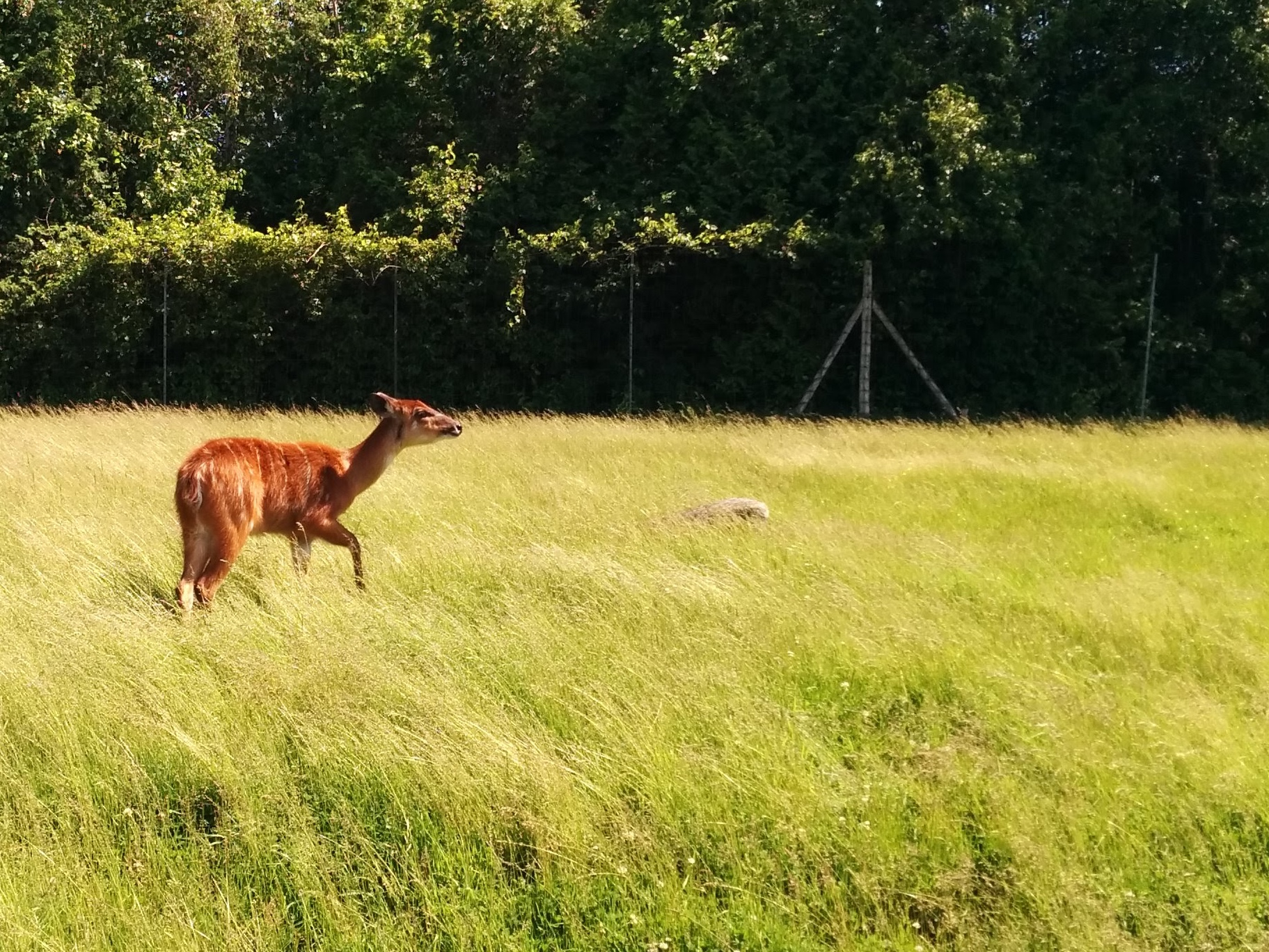
Mammifère de la section accessible en voiture
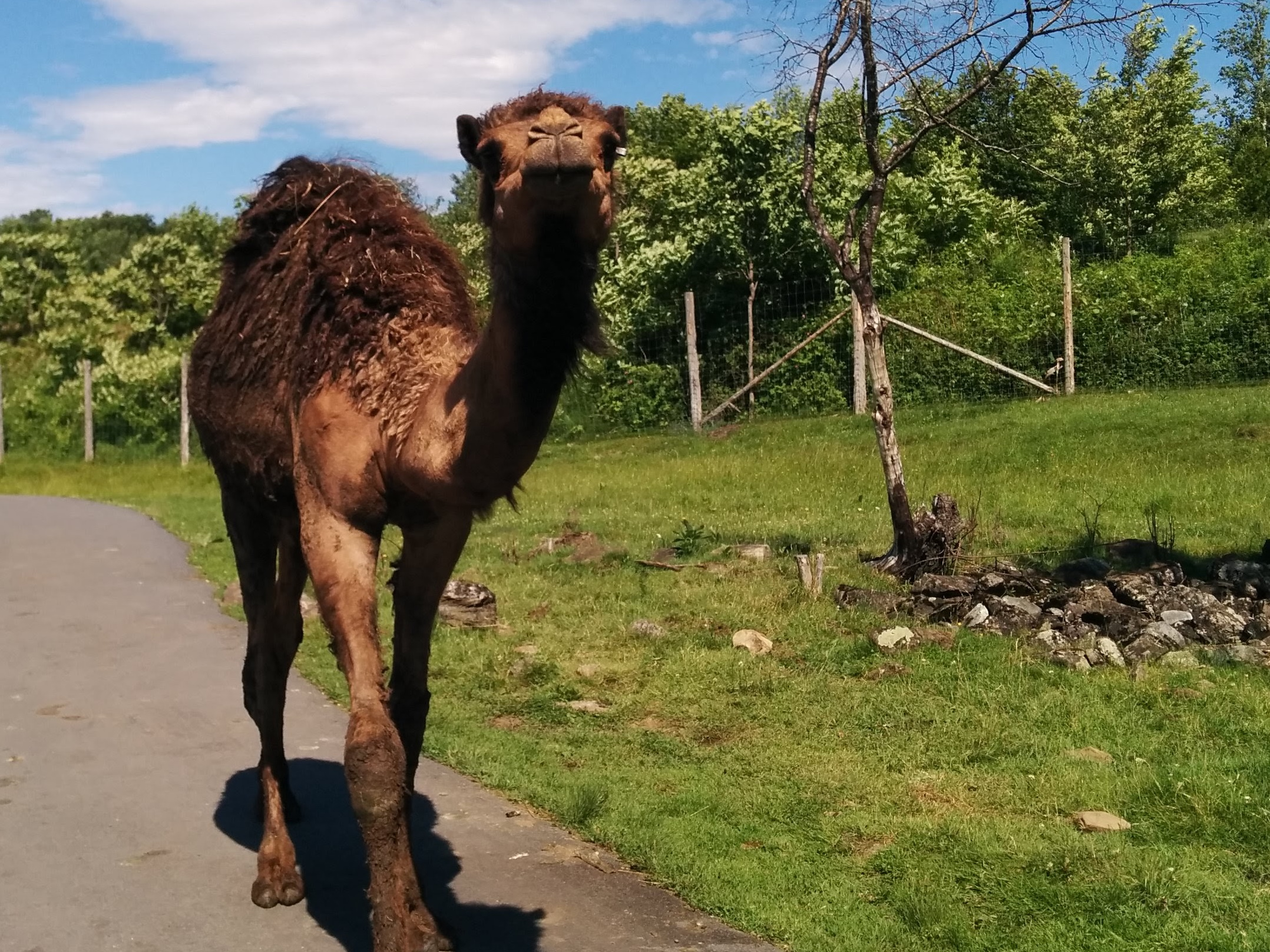
Dromadaire du parc zoologique
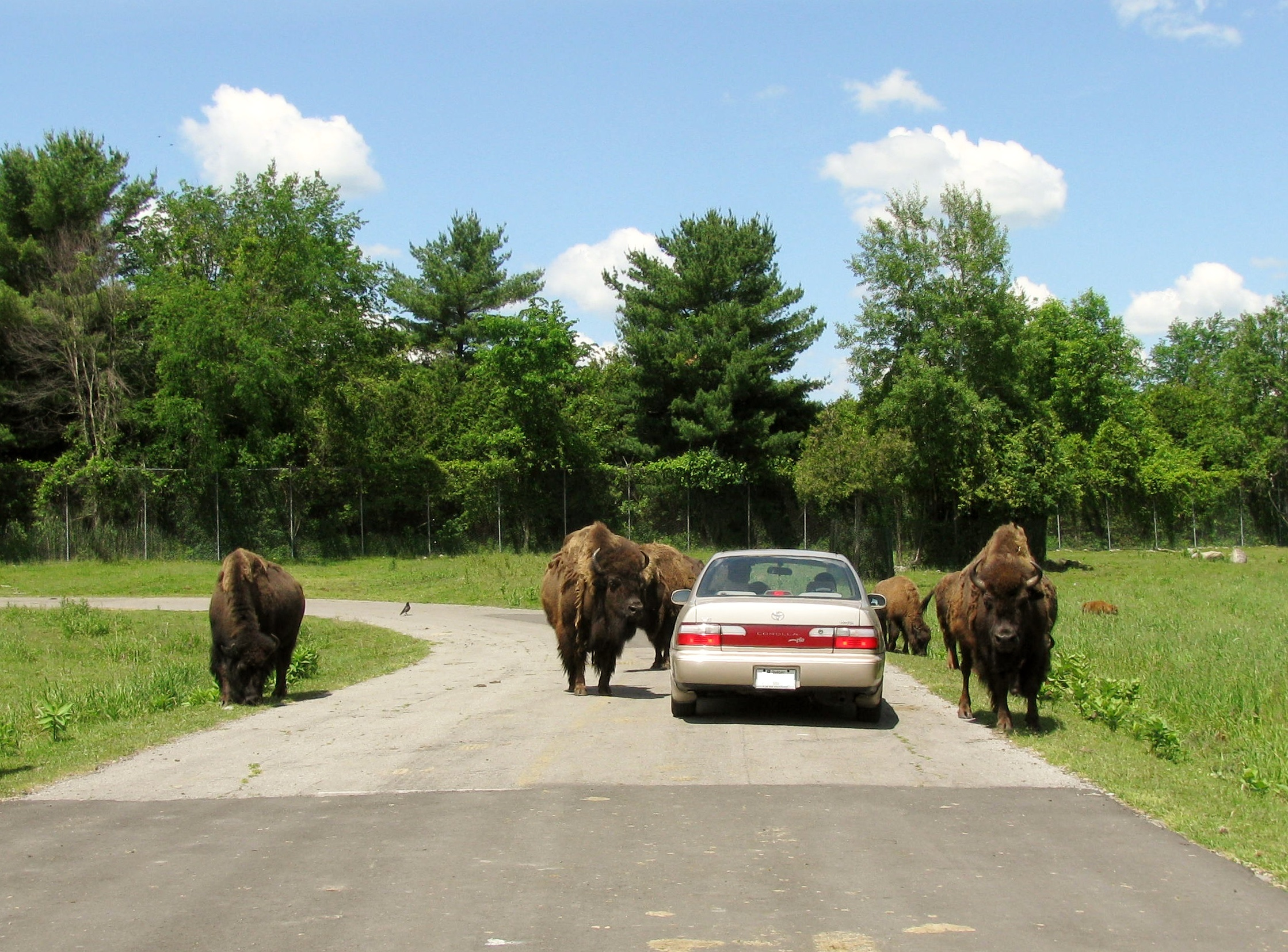
Bisons déambulant dans le Parc Safari
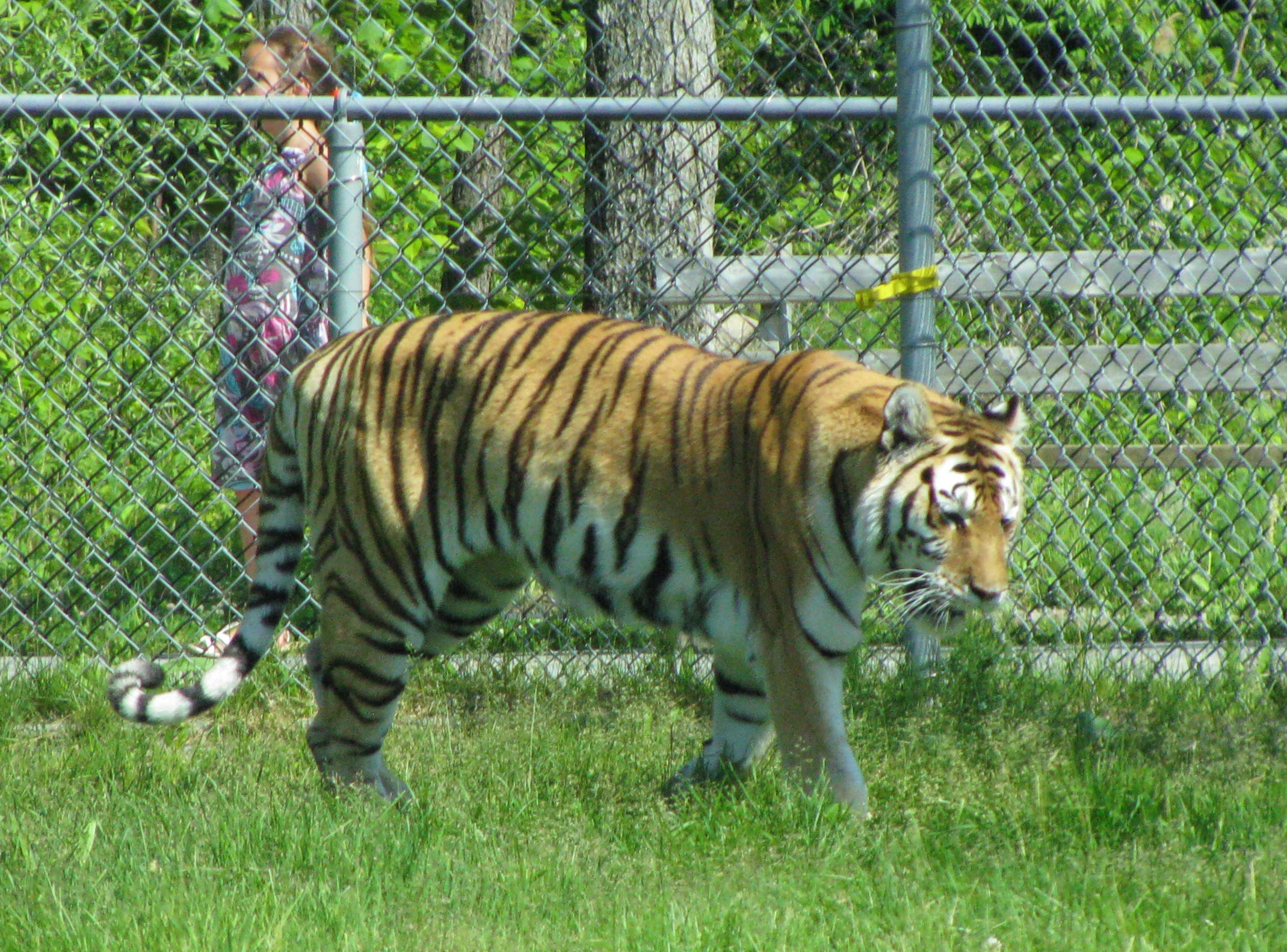
Tigre  ( Panthera tigris)